# Hochland-Spitzmaus

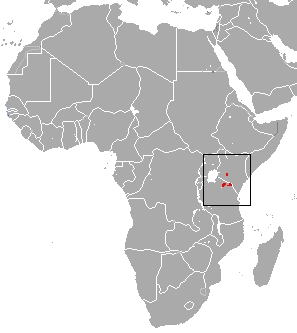
Skizze des Verbreitungsgebiets

Die Hochland-Spitzmaus (Crocidura allex) ist ein in Ostafrika verbreitetes Säugetier in der Gattung der Weißzahnspitzmäuse. Das Taxon Crocidura alpina wird gelegentlich als Art anerkannt und gilt laut Mammal Species of the World (2005) als Synonym der Hochland-Spitzmaus.

## Merkmale
Diese kleine Spitzmaus erreicht eine Kopf-Rumpf-Länge von 55 bis 64 mm, eine Schwanzlänge von 45 bis 55 mm und ein Gewicht von 4 bis 8 g. Die Hinterfüße sind 10 bis 12 mm lang und die Länge der Ohren beträgt 7 bis 9 mm. Von den Haaren des dichten Fells der Oberseite sind nur die umbrabraunen Spitzen und nicht die dunkelgraue Basis sichtbar. Auf der Unterseite sind die Haare an der Wurzel grau und an den Spitzen graubraun. Die dunkelbraunen Vorder- und Hinterpfoten sind mit scharfen Krallen ausgerüstet. Der Schwanz hat eine dunkelbraune Farbe. Im Gebiss sind die inneren Schneidezähne recht lang und hakenförmig. Es sind breite Äußere Backenzähne vorhanden.

## Verbreitung und Lebensweise
Die Hochland-Spitzmaus bewohnt verschiedene Gebirge in Kenia sowie im nördlichen Tansania, z. B. das Gebiet des Kilimandscharo. Sie hält sich in Regionen auf, die 1950 bis 4000 Meter über dem Meer liegen. Diese Spitzmaus lebt auf Bergwiesen, in Mooren und in anderen Sumpfgebieten. Typische Pflanzen des Habitats sind Kosobaum (Hagenia abyssinica) und Vertreter der Gattung Wacholder. In den Mooren sind Heidekräuter und die Gattung Stoebe kennzeichnende Gewächse. An manchen Stellen kann die Hochland-Spitzmaus vom Menschen eingeführt sein.
Ein Weibchen war im Juli trächtig. Diese Spitzmaus wird vom Serval und vermutlich von Raubvögeln gejagt.

## Gefährdung
Die Umwandlung der Landschaft in Landwirtschaftsgebiete wirkt sich in begrenzten Regionen negativ auf den Bestand aus. Die Gesamtpopulation wird als stabil eingeschätzt. Von der IUCN wird die Hochland-Spitzmaus als nicht gefährdet (least concern) gelistet.